# Scyllarus planorbis
Scyllarus planorbis е вид десетоного от семейство Scyllaridae.

## Разпространение и местообитание
Видът е разпространен във Венецуела, Колумбия, Мексико, Панама, САЩ (Алабама, Луизиана, Мисисипи, Тексас и Флорида) и Хондурас.
Обитава крайбрежията и пясъчните дъна на морета и заливи. Среща се на дълбочина от 29 до 100 m, при температура на водата от 23,1 до 25,9 °C и соленост 36,2 – 36,7 ‰.